# Нааритс, Эдгар Эдуардович
Эдгар Эдуардович Нааритс (22 июля 1920, Тарту, Эстонская ССР, СССР — 4 мая 2004, там же) — советский эстонский баскетбольный тренер. Заслуженный тренер СССР (1957).

## Достижения
- Чемпионат СССР по баскетболу среди мужчин: 1949 (), 1950 (), 1951 ()
- Чемпионат СССР по баскетболу среди женщин: 1957 (), 1958 (), 1960 ()

## Награды
- Орден «Знак Почёта» (27.04.1957) — «за успехи, достигнутые в деле развития массового физкультурного движения в стране, повышения мастерства советских спортсменов, и успешное выступление на международных соревнованиях»